# Mistrzostwa Afryki w Piłce Ręcznej Mężczyzn 1985
Mistrzostwa Afryki w piłce ręcznej mężczyzn 1985 – szóste mistrzostwa Afryki w piłce ręcznej mężczyzn, oficjalny międzynarodowy turniej piłki ręcznej o randze mistrzostw kontynentu organizowany przez CAHB mający na celu wyłonienie najlepszej męskiej reprezentacji narodowej w Afryce, który odbył się w Angoli w 1985 roku.
Trzeci tytuł z rzędu zdobyła reprezentacja Algierii.

## Klasyfikacja końcowa
| Miejsce | Reprezentacja            | Uwagi            |
| ------- | ------------------------ | ---------------- |
| złoto   | Algieria                 | awans: MŚ 1986   |
| srebro  | Tunezja                  | awans: MŚ B 1987 |
| brąz    | Kongo                    | -                |
| 4       | Egipt                    |                  |
| 5       | Angola                   | -                |
| 6       | Wybrzeże Kości Słoniowej | -                |